# Глинкина, Лидия Андреевна
Ли́дия Андре́евна Гли́нкина (1 июля 1930 г., Красная, Центрально-Чернозёмная область — 14 сентября 2019 г.) — российский педагог-русист, доктор филологических наук, профессор кафедры русского языка и методики обучения русскому языку Южно-Уральского государственного гуманитарно-педагогического университета; Заслуженный работник высшей школы Российской Федерации (1998 г.), отличник народного просвещения (1998 г.), лауреат премии имени В. П. Бирюкова (1999 г.), почётный доктор ЧГПУ (2000 г.). Ученица профессора В. Е. Гусева.

## Биография
В 1953 г. окончила Челябинский государственный педагогический институт (ЧГПИ) и поступила в аспирантуру Института языкознания Академии наук СССР.
По окончании аспирантуры была приглашена в Институт русского языка АН СССР для работы в секторе «Словарь русского языка XI—XIV вв.».
В 1957 г. переведена в ЧГПИ (будущий ЧГПУ) старшим преподавателем.
В 1962 г.защитила кандидатскую диссертацию в Московском государственном педагогическом институте имени В. И. Ленина на тему «Бессоюзное сложное предложение в XVI—XVII вв.».
В 1987—1999 гг. — зав. кафедрой русского языка ЧГПИ; в этот же период стала профессором (1992 г.), защитила докторскую диссертацию на тему «Грамматическая вариантность в истории русского языка» (1998 г.).
Член совета по защите кандидатских диссертаций по русскому языку в ЧелГУ. Руководила аспирантурой по истории русского языка в ЧГПУ.
Область научных интересов — история русского языка, проблемы варьирования и становления норм русского языка, историческое лингвокраеведение на Южном Урале, прикладные аспекты языкознания.
Методические разработки посвящены совершенствованию учебного процесса в вузе и школе, разработке творческого интегрированного курса истории русского языка, исторического комментария по русскому языку для школ и вузов (совместно с А. П. Чередниченко), лингвокраеведению и учебному процессу, ведению архивно-диалектологической практики.
Автор 130 научных публикаций по проблемам культуры речи и эволюции речевого этикета в журнале «Русская речь», «Русский язык за рубежом», «Народное образование». Являлась лектором общества «Знание», вела рубрику «Живое русское слово» в газете «Челябинский рабочий» (1979—1991 гг.), передачу о русском языке на Челябинском областном радио (1997—1999 гг.).
14 сентября 2019 года скончалась после продолжительной болезни в Челябинске.

## Награды и звания
- Медаль ордена «За заслуги перед Отечеством» II степени (20 июля 2006 года) — за достигнутые трудовые успехи и многолетнюю добросовестную работу[2].
- Заслуженный работник высшей школы Российской Федерации (4 декабря 1998 года) — за заслуги в научной деятельности[3].

## Признание
В 2000 международным советом Американского биографического института (ABI) номинирована как «Женщина 2000 года» в числе 100 деловых и профессиональных женщин мира, достигших больших успехов в своей деятельности; внесена в международный справочник «Who is Who».

## Основные работы
- Вторые косвенные падежи // Сравнительно-исторический синтаксис восточно-славянских языков. М., 1968.
- Подлежащее // Историческая грамматика русского языка: Синтаксис простого предложения. М., 1978.
- Иллюстрированный словарь забытых и трудных слов из произведений русской литературы XVIII–XIX вв / Сост. Л. А. Глинкина. — Оренбург: Оренбургское кн. изд-во, 1998. — 280 с. — 10 000 экз. — ISBN 5-88788-009-0.
- Лингвистическое краеведение на Южном Урале: Ч. 1, 2, 3, 4 / Под общ. ред. Л. А. Глинкиной. — Челябинск: ЧГПУ, 2000—2001.
- Глинкина Л. А. Словарь-справочник: Этимологические тайны русской орфографии. — Оренбург: Оренбургское кн. изд-во, 2002. — 400 с. — 5000 экз. — ISBN 5-88788-081-3.
- Глинкина Л. А., Чередниченко А. П. Историко-лингвистический комментарий фактов современного русского языка: Сборник таблиц, упражнений, материалов: Для студентов, аспирантов, преподавателей-филологов. — М.: Флинта: Наука, 2005. — 208 с. — 1000 экз. — ISBN 5-89349-575-6. ISBN 5-02-032588-0
- Глинкина Л. А. Этимологические тайны русской орфографии: Словарь-справочник. — Изд. 2-е, испр. и доп. — М.: АСТ: Астрель: Хранитель, 2007. — 384 с. — ISBN 5-17-031722-6. ISBN 5-271-13916-6, ISBN 5-9578-2398-8
- Глинкина Л. А. Иллюстрированный толковый словарь забытых и трудных слов русского языка. — М.: Мир энциклопедий: Аванта+, 2008. — 432 с. — 3000 экз. — ISBN 978-5-98986-208-5.
- Глинкина Л. А. Современный этимологический словарь русского языка: Объяснение трудных орфограмм: (Около 6000 трудных для написания слов). — М.: АСТ: Астрель: Хранитель, 2009. — 384 с. — (Современный словарь). — 5000 экз. — ISBN 978-5-17-060532-3. — ISBN 978-5-271-24341-7, ISBN 978-5-226-01258-7
- Алабугина Ю. В., Шагалова Е. Н., Глинкина Л. А. Новый толковый словарь русского языка для всех, кто хочет быть грамотным. — М.: АСТ, 2014. — 640 с. — 3000 экз. — ISBN 978-5-17-079453-9.
- Грамматическая вариантность как объект исторической русистики // Вестник Иркутского Государственного Лингвистического Университета. — 2012. — № 2 (18). — С. 76-79.